# St. Alban (Premerzhofen)

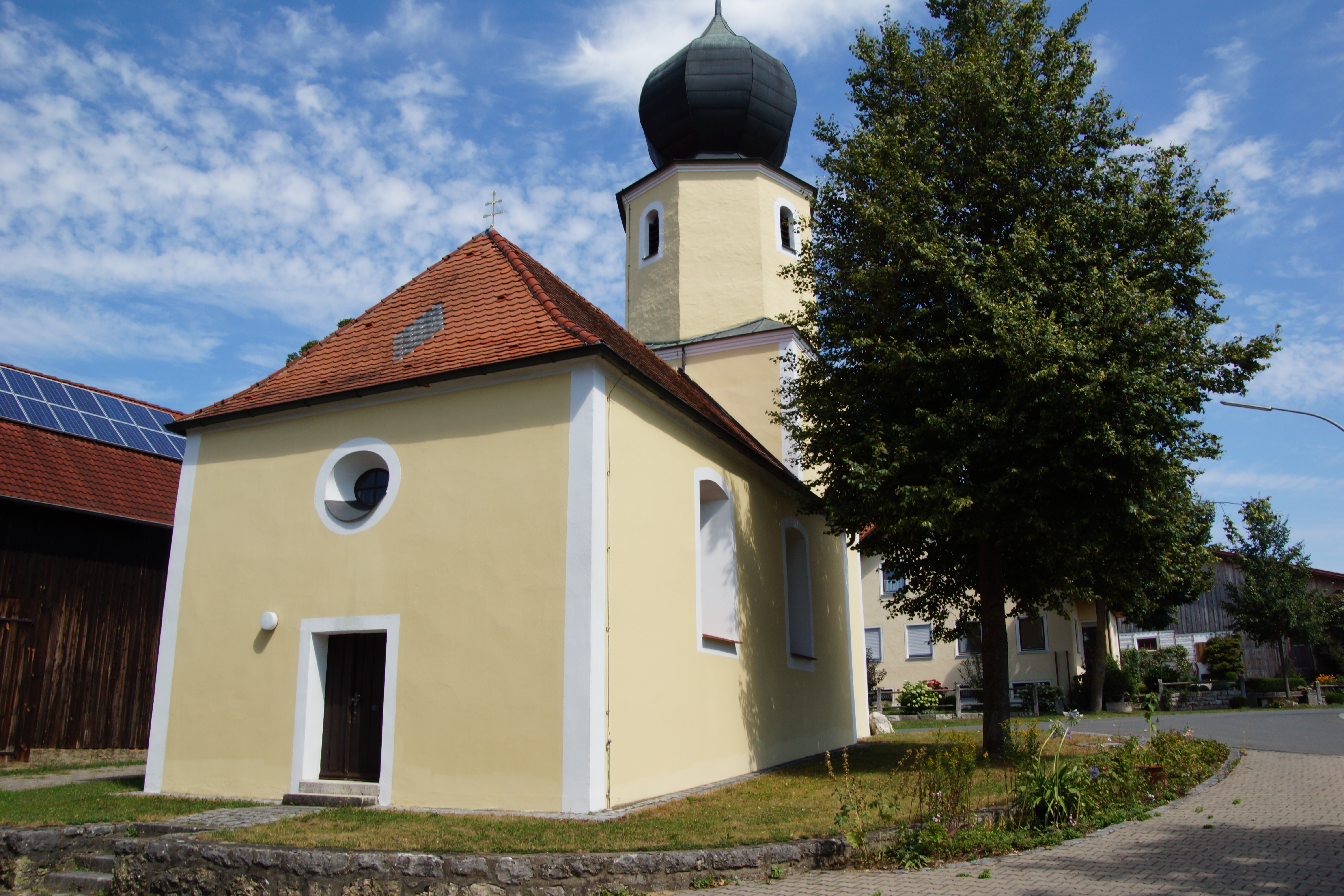
St. Alban (Premerzhofen)

Die römisch-katholische, denkmalgeschützte Filialkirche St. Alban steht in Premerzhofen, einem Gemeindeteil des Marktes Breitenbrunn im Landkreis Neumarkt in der Oberpfalz. Die Kirche gehört zum Dekanat Neumarkt in der Oberpfalz des Bistums Eichstätt. Das Bauwerk ist unter der Denkmalnummer D-3-73-155-62 als Baudenkmal in die Bayerische Denkmalliste eingetragen.

## Beschreibung
Die im 17. Jahrhundert gebaute Saalkirche, die im 17. und 18. Jahrhundert barock umgestaltet wurde, besteht aus einem Langhaus, das mit einem abgewalmten Satteldach bedeckt ist, und einem Chorturm auf quadratischem Grundriss im Osten, dessen oberstes, achteckiges Geschoss den Glockenstuhl mit drei Kirchenglocken beherbergt und der mit einer Zwiebelhaube bedeckt ist. Der Innenraum des Langhauses ist mit einer Flachdecke überspannt, der des Chors, d. h. der des Erdgeschosses des Chorturms, mit einem Kreuzgewölbe. Zur Kirchenausstattung gehört ein um 1740 gebauter Hochaltar, auf dessen Altarretabel, das von je zwei Säulen flankiert wird, der heilige Alban dargestellt ist.